# Вулиця Крип'якевича (Львів)
Вулиця Крип'якевича — вулиця у Личаківському районі міста Львова, в місцевості Личаків. Сполучає вулицю Піскову з вулицями Ніжинською та Іллі Ріпина. Ще одна невеличка ділянка вулиці Крип'якевича прямує у бік Цісарського лісу або ж Кайзервальду.

## Історія
Вулицю прокладено у 1920-х роках і 1927 року отримала назву — Піскова бічна. У 1936 році вулицю перейменували на згадку про польського композитора Яна Кароля Ґалля. За радянських часів, у 1950—1991 роках, вулиця мала назву Колгоспна. 1991 року вулиця отримала сучасну назву — Івана Крип'якевича, на честь українського історика, академіка АН УРСР, професора Львівського державного університету імені Івана Франка Івана Крип'якевича, який мешкав неподалік, у будинку на вулиці Острозького, 7.

## Забудова
Вулиця Івана Крип'якевича забудована дво-, три- та чотириповерховими будинками в стилях конструктивізму 1920—1930-х років, постсецесії 1910-х років, функціоналізму 1920-х років. Також присутня сучасна забудова кінця 1990-х—початку 2000-х років. Декілька будинків внесено до Реєстру пам'яток архітектури місцевого значення.
№ 1 — чотириповерхова кам'яниця, збудована у 1910-х роках у стилі постсецесії.
№ 3 — триповерхова кам'яниця, збудована у 1920-х роках у стилі функціоналізму.
№ 4 — вілла. Будинок внесений до Реєстру пам'яток архітектури місцевого значення під охоронним № 2648-м.
№ 7 — вілла. Права частина будинку була перебудована за проєктом архітектора Юрія Криворучка у 2005 році, про що свідчить дата на флюгері. У необароковому фронтоні будинку вміщено барельєф Архістратига Михаїла роботи скульптора Ярослава Мотики. Власником будинку був відомий лікар стоматолог-ортопед, один з перших провідних спеціалістів імплантологів України Ґерета Орест Володимирович (1943—2006).
№ 9 — вілла. Будинок внесений до Реєстру пам'яток архітектури місцевого значення під охоронним № 2649-м. У 2019 році в межах проєкту «Муніципальний розвиток та оновлення старої частини міста Львова» (GIZ) проведено реставрацію дерев'яної брами у будинку. 
№ 12 — вілла. Будинок внесений до Реєстру пам'яток архітектури місцевого значення під охоронним № 2650-м.
№ 14 — вілла. Будинок внесений до Реєстру пам'яток архітектури місцевого значення під охоронним № 2651-м.
№ 15 — вілла. Будинок внесений до Реєстру пам'яток архітектури місцевого значення під охоронним № 2652-м.
№ 16 — п'ятиповерховий двосекційний житловий будинок, споруджений у 1999 році за проєктом ТзОВ «Арніка».
№ 16а — двоповерховий офісний будинок завершений півкруглим розкріпованим фронтоном, зведений корпорацією «Карпатбуд» у 2000 році.
№ 16в — триповерховий житловий будинок, споруджений у симбіозі стилів хай-тек та «євроремонт».

Світлини вуличної забудови
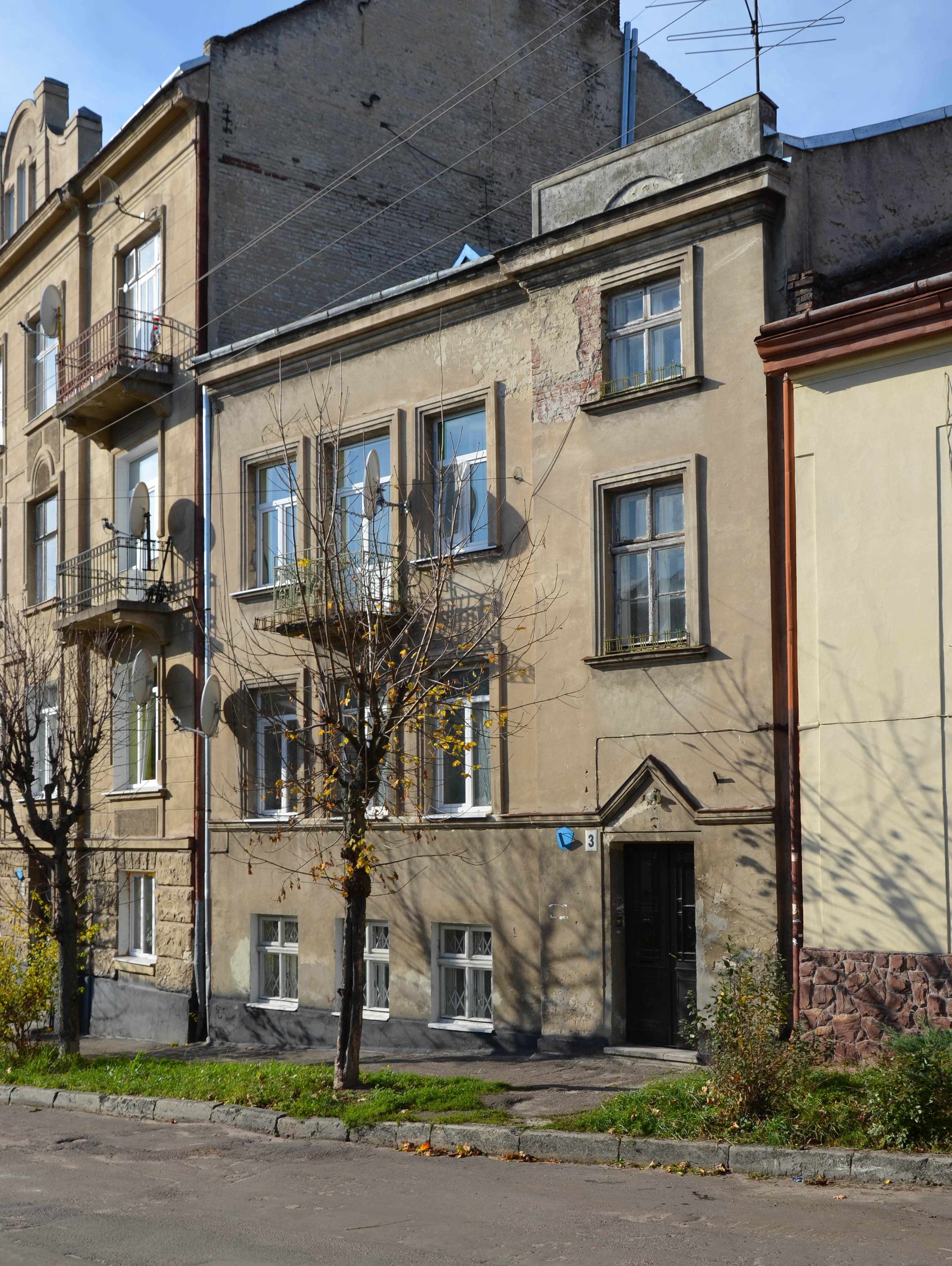
Будинок № 3
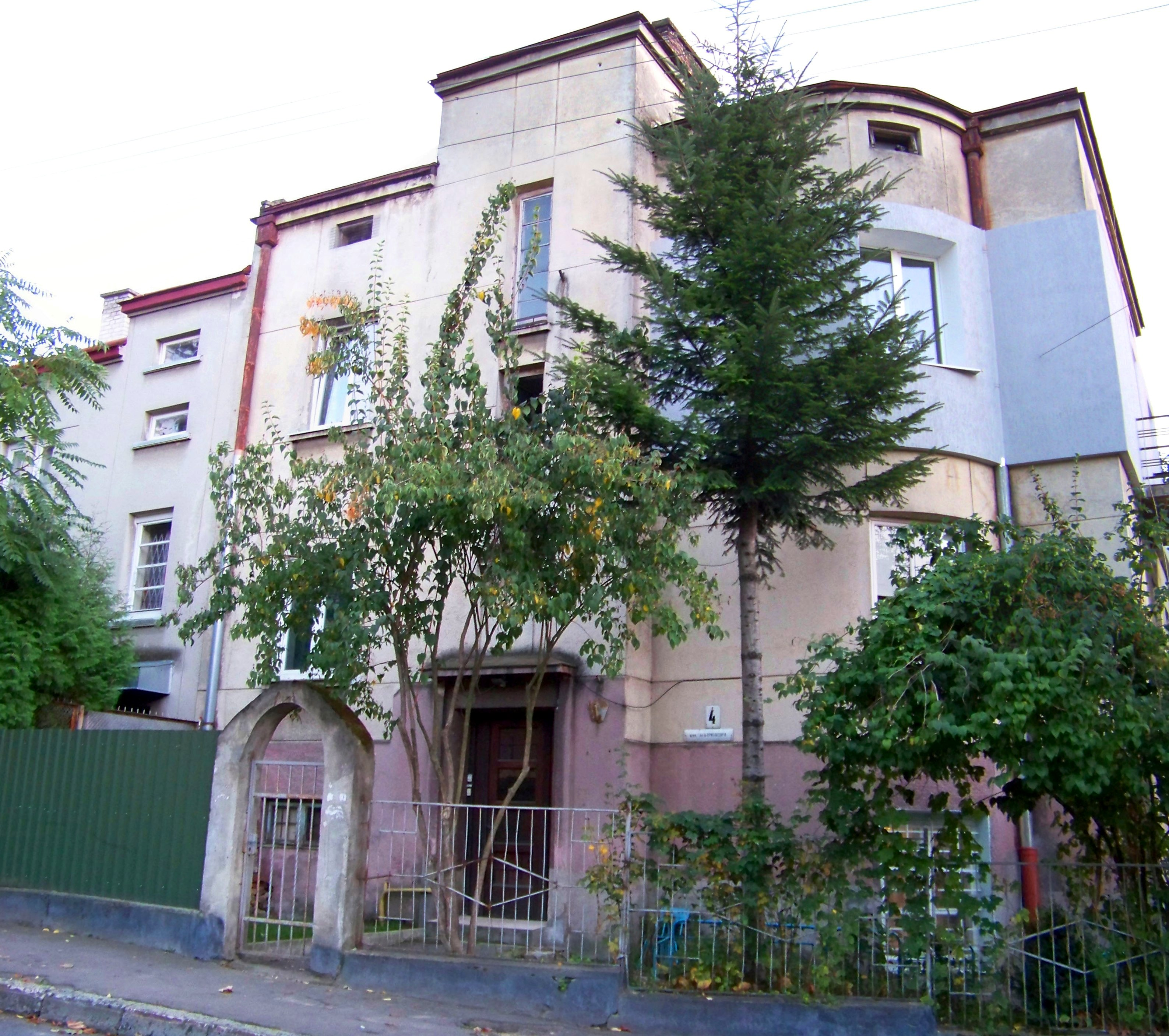
Будинок № 4
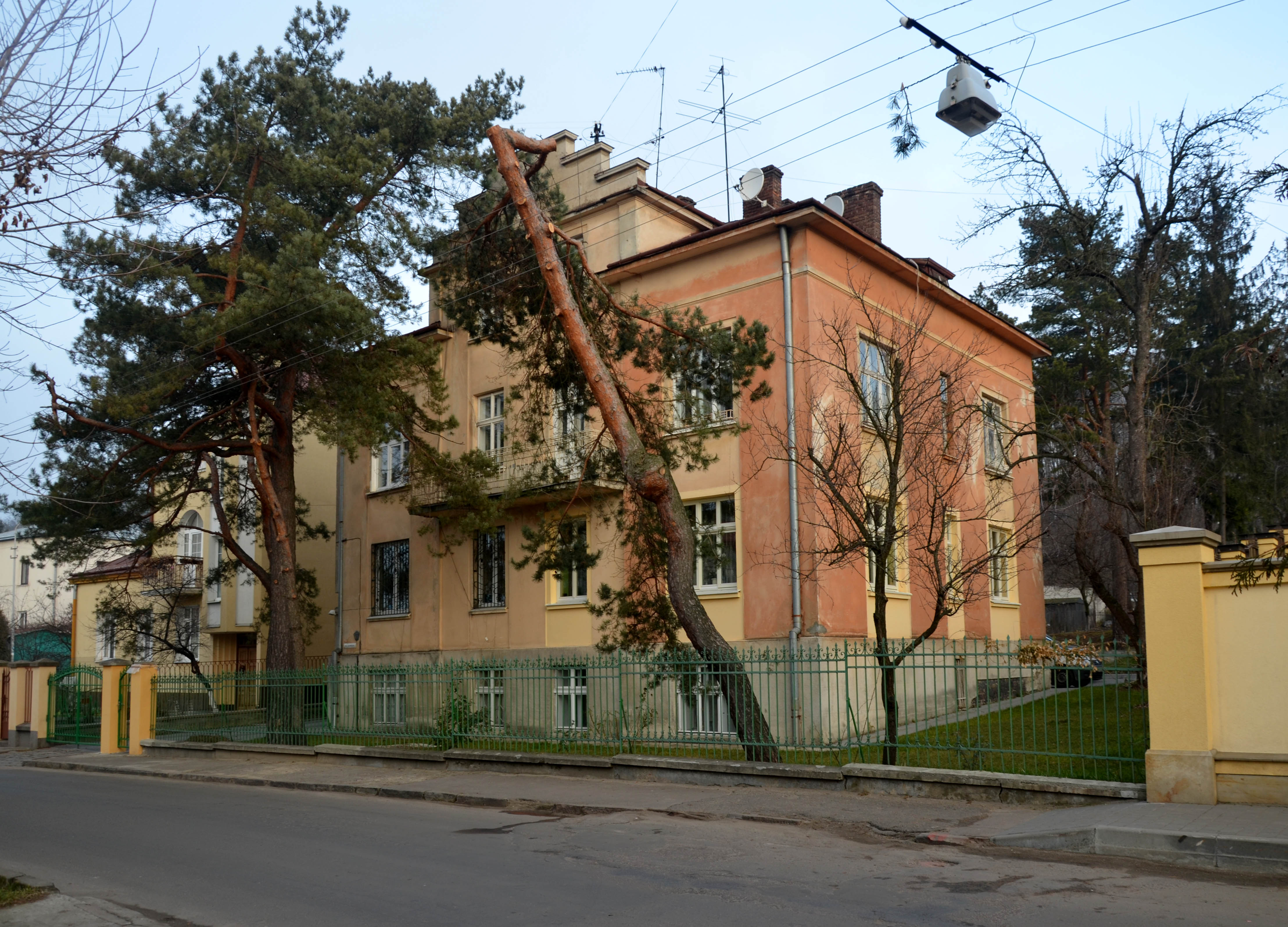
Будинок № 9
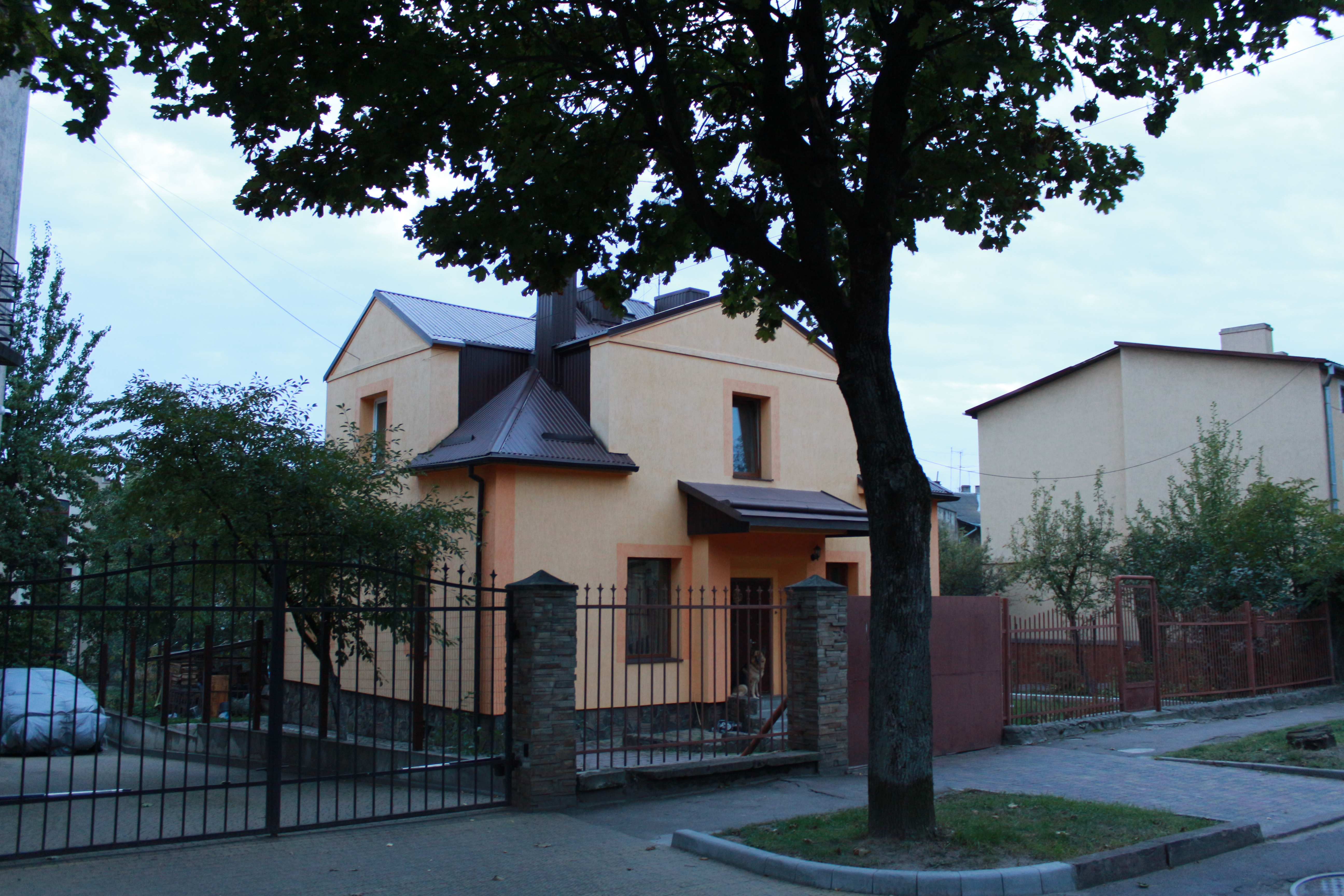
Будинок № 12
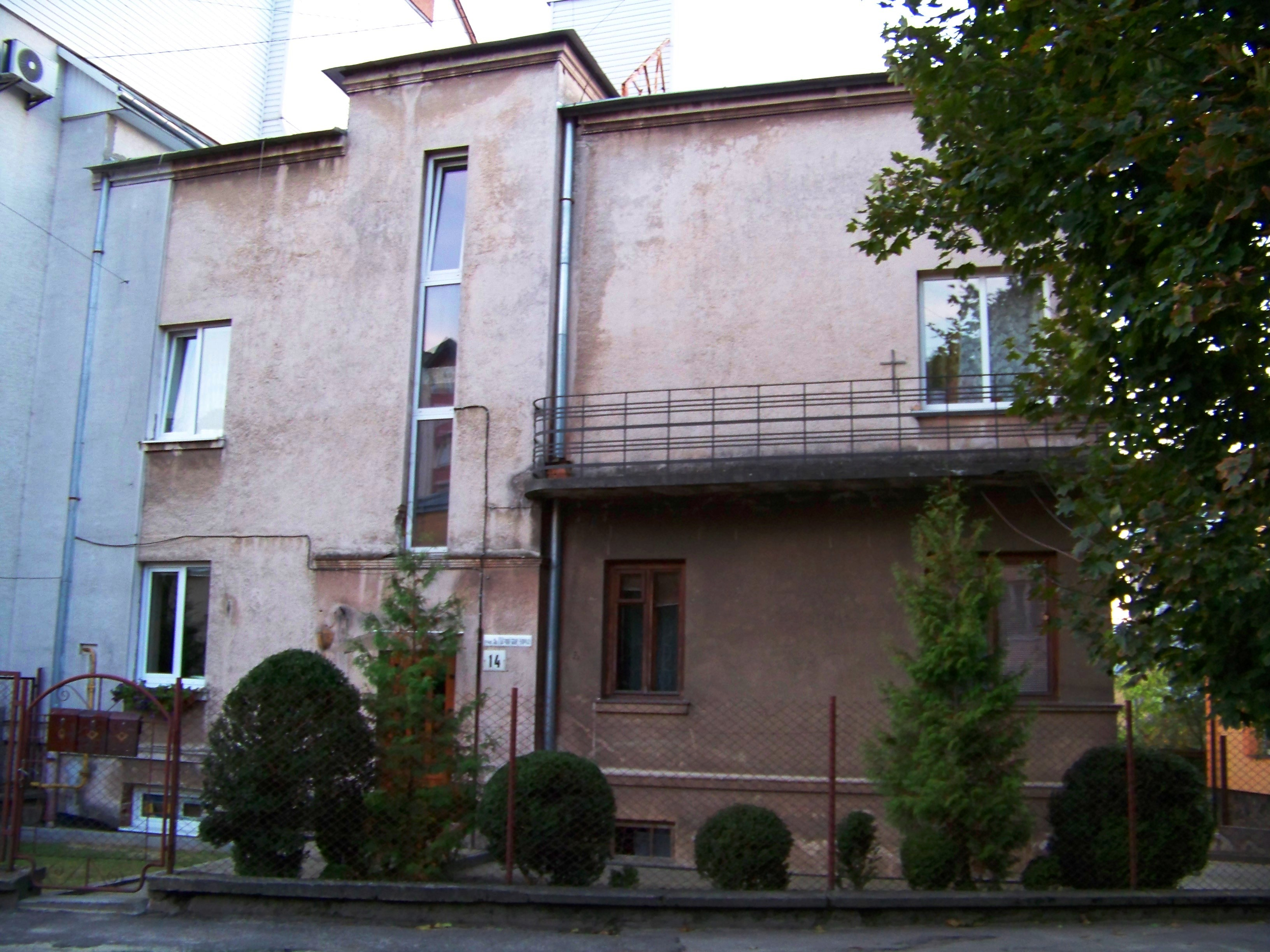
Будинок № 14
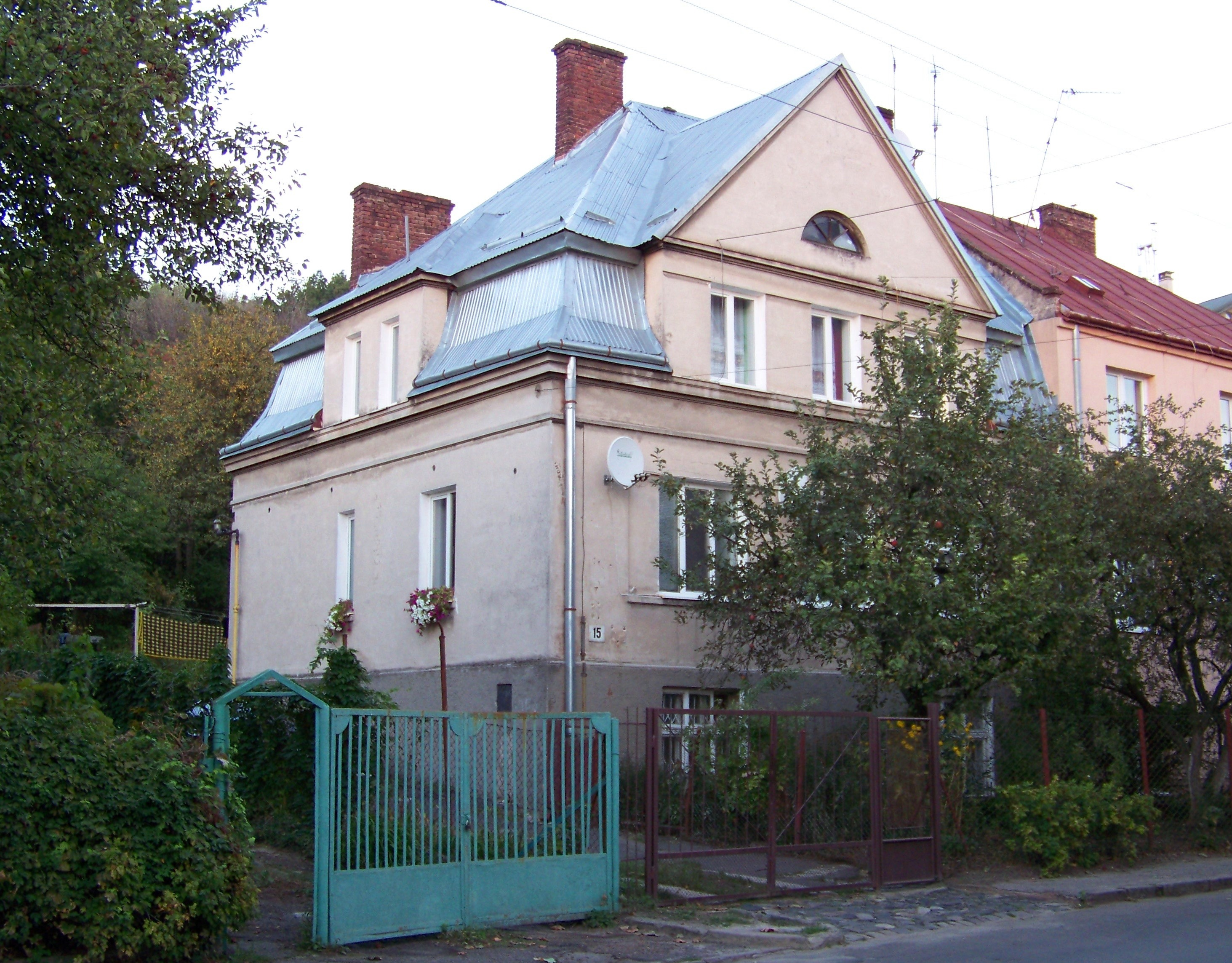
Будинок № 15